# 米設

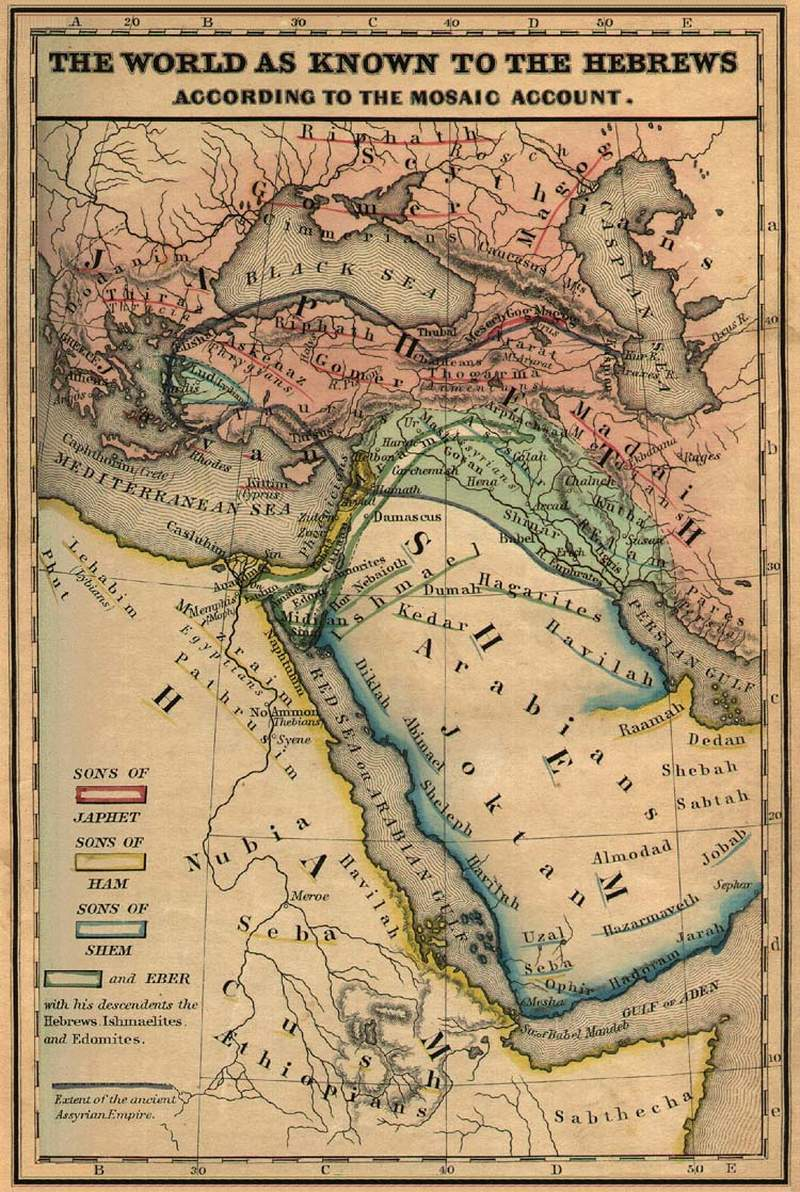
希伯來人所認識的世界的地圖。這幅於1854年的地圖把米設跟歌革和瑪各放在一起，大致在今日的南高加索地區。

米設（希伯來語：משך；[meˈʃex]，意思是珍貴或有價值）在《聖經》中是雅弗的兒子，曾在《創世記》第10章第2节参和《歷代志上》第1章第5节参出現。這位米設，被認為是今日格魯吉亞人的其中一個祖先。
在聖經還有另外一個米設，他是亞蘭的一個兒子，閃的一個孫，在《歷代志上》第1章第17节参出現，不過在《創世記》第10章第23节参裡的名字卻變成瑪施。兩者並沒有關連。

## 解釋
據傳說，發現在17世紀的俄羅斯文獻（例如：約1680年出版的Timothy Kamenevich-Rvovski），莫斯科城是由雅弗的兒子米設所創建，其名稱是由米設及他的妻子科瓦二人的名字結合而成。在這個傳說中，二人還有一子一女，分別被命名為亞及烏扎，而他們的名字後來亦成為了流經莫斯科的河流亞烏扎河的名字。